# Johannes Stüttgen

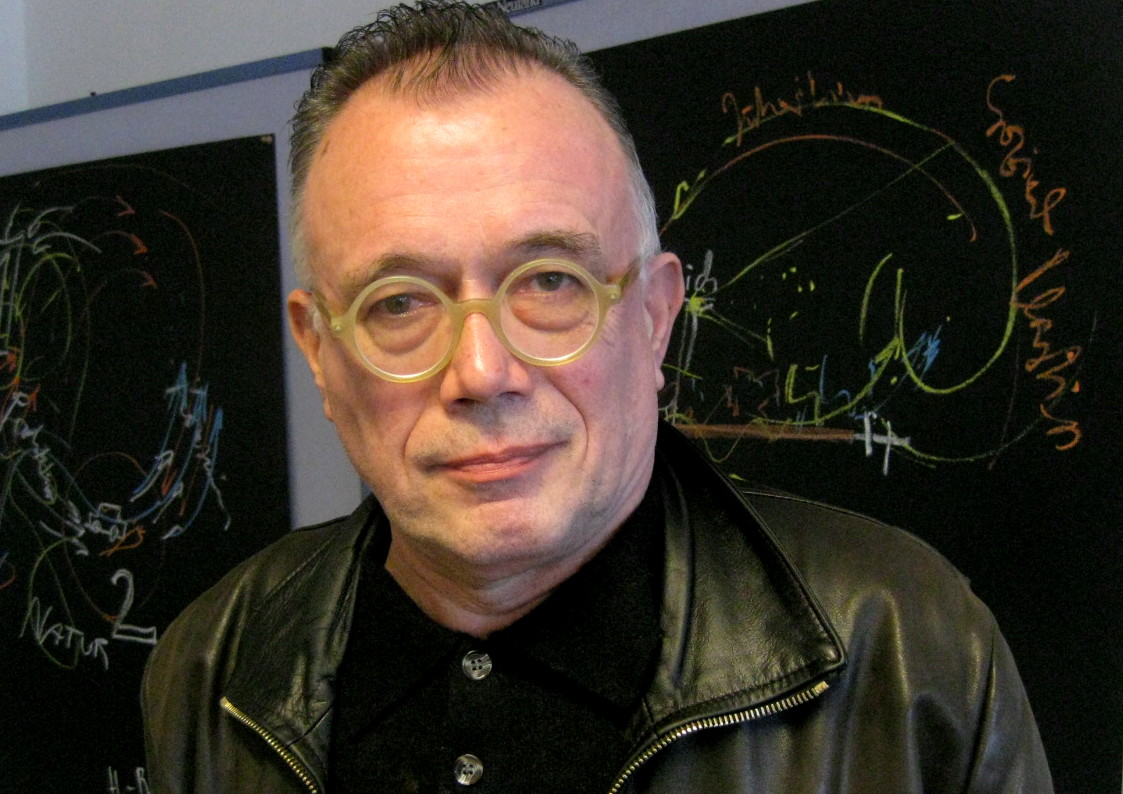
Johannes Stüttgen (2011)

Johannes Stüttgen (* 24. Januar 1945 in Freiwaldau im heutigen Tschechien) ist ein deutscher Künstler und Autor sowie Gesellschafter des Omnibus für direkte Demokratie. Stüttgens gesellschaftliches Engagement ist eng angelehnt an die Ideen von Joseph Beuys, z. B. den Erweiterten Kunstbegriff, die Soziale Plastik, die deutsche Bewegung für Direkte Demokratie und die Anthroposophie. Er lebt und arbeitet in Düsseldorf.

## Leben
Stüttgen wuchs in Lank-Latum und Süchteln auf und studierte zunächst ab 1964 Theologie an der Westfälischen Wilhelms-Universität in Münster bei Joseph Ratzinger. Von 1966 bis 1971 studierte er bei Joseph Beuys an der Düsseldorfer Kunstakademie, der ihn 1971 zum Meisterschüler ernannte. 1967 war Stüttgen an der Gründung der Deutschen Studentenpartei beteiligt. Im Jahr 1971 gründete er zusammen mit Joseph Beuys die Organisation für direkte Demokratie durch Volksabstimmung. Zwischen 1971 und 1980 arbeitete er als Kunsterzieher am Grillo-Gymnasium in Gelsenkirchen, wo er eine Arbeitsgruppe der Free International University (FIU) / Fluxus Zone West leitete.
Anschließend, von 1980 bis 1986, war er Geschäftsführer der Free International University (FIU) und Leiter des ehemaligen Ateliers von Beuys, „Raum 3“, in der Düsseldorfer Kunstakademie. Seit 1987 organisiert er als Gesellschafter den Omnibus für direkte Demokratie in Deutschland und seit 1990 die Projekte Unternehmen Wirtschaft und Kunst – erweitert und Aktion und Grundlagenforschung Erweiterter Kunstbegriff. Von 1992 bis 1993 war er als Gastprofessor an der Hochschule für bildende Künste in Hamburg für den Erweiterten Kunstbegriff tätig. Stüttgen lebt als freier Künstler in Düsseldorf. Im September 2004 zeichnete ihn die Brooks University in Oxford mit der „Honorary Fellowship“ für seine Arbeit an der Sozialen Skulptur aus. Umgesetzt ist die Idee der Sozialen Skulptur durch Johannes Stüttgen beispielsweise mit dem Kinderstern e. V., der sich seit 1989 für die Rechte der Kinder einsetzt. Stüttgen formuliert die Intention des Kinderstern folgendermaßen: „Ebenso wenig wie wirkliche Kunst bloße Beschönigung und Dekoration der herrschenden Missstände, die übrigens die Kinder am ärgsten treffen, sein kann, ist auch der Kinderstern nicht irgendeine karitative Idee, die alles bloß ausbügeln will, was im Namen der weltweit herrschenden Systeme an Elend angerichtet wird.“
Mit Stüttgen verbinden sich die Ereignisse um die zerstörte Fettecke von Joseph Beuys und die Destillation ihrer Überreste. Seit 2011 führt Stüttgen Ringgespräche in der Berger Kirche in Düsseldorf.
Johannes Stüttgen ist ein Großneffe des preußisch/belgischen Bildhauers Christian Stüttgen. Seine jüngeren Brüder sind der bildende Künstler Stephan Stüttgen (* 1947) und der Puppenspieler Christoph Stüttgen. Johannes Stüttgen hat zwei Töchter: Judith und Greta. Sein Sohn Jakob Stüttgen arbeitet als Küchenchef in München. Johannes Stüttgen ist verheiratet mit Ulrike Stüttgen (geb. Gaschütz).

## Werke (Auswahl)
- Soziale Skulptur und die – immer wieder aktuelle – Geldfrage. FIU-Verlag, Wangen 2010, DVD/Video, 90 min, + Bonusmaterial, Vortrag in Pfaffenhofen Juni 2009, ISBN 978-3-928780-45-2.
- Der Ganze Riemen. Der Auftritt von Joseph Beuys als Lehrer – die Chronologie der Ereignisse an der Staatlichen Kunstakademie Düsseldorf 1966–1972. Hrsg. Hessisches Landesmuseum Darmstadt, Verlag der Buchhandlung Walter König, Köln 2008, ISBN 978-3-86560-306-7.
- Die Frage nach dem Sinn der Technik und das ‚Erdtelephon‘. FIU-Verlag, 2005, ISBN 3-928780-33-6 (auch als DVD, FIU-Verlag, Wangen 2006, ISBN 3-928780-65-4).
- ZUM KAPITAL – Als Chr. Schlingensief das Unsichtbare gesucht hat. FIU-Verlag, 2000 (Vorzugsausgabe mit DVD/Video und Siebdrucken).
- Der plastische Umstülpungsvorgang. FIU-Verlag, 1992, ISBN 3-928780-04-2.
- Zeitstau. Im Kraftfeld des erweiterten Kunstbegriffs von Joseph Beuys. Sieben Vorträge im Todesjahr von Joseph Beuys. 2., verbesserte Auflage. FIU-Verlag, Wangen 1998, ISBN 3-928780-04-2.
- Freie Internationale Universität (FIU) – Organ des Erweiterten Kunstbegriffs für die Soziale Skulptur. Eine Darstellung der Idee und Entstehungsgeschichte der FIU. FIU-Verlag, 1987, ISBN 3-928780-02-6.
- Similia similibus. DuMont, 1982, ISBN 3-7701-1344-6.
- Kunstwerk Volksabstimmung. Die spirituellen u. künstlerischen Hintergründe der Direkten Demokratie. FIU-Verlag, ISBN 3-928780-23-9.